# Comté de Témiscouata
Pour les articles homonymes, voir Témiscouata (homonymie).
Le comté de Témiscouata était un comté municipal du Québec ayant existé entre 1855 et le début des années 1980. Le territoire qu'il couvrait est aujourd'hui compris dans la région administrative du Bas-Saint-Laurent, et correspondait à ceux des actuelles municipalités régionales de comté de Rivière-du-Loup et de Témiscouata, plus une partie de celle des Basques. Son chef-lieu était la municipalité de Notre-Dame-du-Lac.
Le comté a été amputé d'une partie de son territoire en 1930 lors de la création du comté de Rivière-du-Loup.

## Municipalités situées dans le comté

### A) Municipalités qui sont restées dans le comté de Témiscouata en 1930
- Auclair
- Cabano (créé en 1907 sous le nom de Saint-Mathias-de-Cabano; la municipalité de Cabano s'en est détachée en 1923; les deux ont été réunis en 1969; fusionné avec Notre-Dame-du-Lac pour former Témiscouata-sur-le-Lac en 2010[3])
- Notre-Dame-du-Lac (créé en 1871; la municipalité de village du même nom s'en est détachée en 1949; les deux ont été réunis en 1968; fusionné avec Cabano pour former Témiscouata-sur-le-Lac en 2010[4])
- Packington (créé en 1925 sous le nom de Saint-Benoît-Abbé; renommé Packington en 1972[5])
- Pohénégamook, en partie dans le comté de Kamouraska[6], créé en 1973 de la fusion de Saint-Éleuthère (1903), Saint-Pierre-d'Estcourt (1922) et Sully (1916)[7]
- Rivière-Bleue (créé en 1975 par la fusion des municipalités de la paroisse et du village de Saint-Joseph-de-la-Rivière-Bleue, fondés respectivement en 1914 et 1920[8])
- Saint-Éloi
- Saint-Elzéar (détaché de Saint-Louis-du-Ha! Ha! et de Saint-David-d'Estcourt en 1938; renommé Saint-Elzéar-de-Témiscouata en 2002[9])
- Saint-Eusèbe
- Saint-Godard-de-Lejeune (créé en 1964; renommé Lejeune en 1991[10])
- Saint-Jean-de-la-Lande (créé en 1965[11])
- Saint-Juste-du-Lac (créé en 1923 sous le nom de Saint-Dominique-du-Lac; renommé Saint-Juste-du-Lac en 1962[12])
- Saint-Pierre-de-Lamy
- Saint-Marc-du-Lac-Long (créé en 1938[13])
- Saint-Michel-du-Squatec
- Saint-Pierre-de-Lamy
- Dégelis (créé en 1885 sous le nom de Sainte-Rose-du-Dégelé; renommé Sainte-Rose-du-Dégelis en 1967, puis Dégelis en 1969[14])
- Saint-Honoré (créé en 1881 sous le nom de municipalité du canton d'Armand; renommé Saint-Honoré en 1940; renommé Saint-Honoré-de-Témiscouata en 1997[15])
- Saint-Louis-du-Ha! Ha!

### B) Municipalités qui sont passées dans le comté de Rivière-du-Loup en 1930
- L'Isle-Verte
- Notre-Dame-des-Neiges-des-Trois-Pistoles (renommé Notre-Dame-des-Neiges en 1997[16])
- Notre-Dame-des-Sept-Douleurs
- Notre-Dame-du-Portage (en partie dans le comté de Kamouraska)
- Rivière-du-Loup (nommé Fraserville jusqu'en 1919[17])
- Saint-Antonin
- Saint-Arsène
- Saint-Clément
- Saint-Cyprien (créé en 1883 sous le nom de municipalité du canton de Hocquart; renommé Saint-Cyprien en 1959[18])
- Sainte-Françoise (détaché de Notre-Dame-des-Neiges-des-Trois-Pistoles en 1873[19])
- Saint-Éloi
- Saint-Épiphane (créé en 1855 sous le nom de municipalité du canton de Viger; renommé Saint-Épiphane en 1894[20])
- Sainte-Rita (créé en 1948 sous le nom de municipalité de Raudot; renommé Sainte-Rita en 1963[21])
- Saint-François-Xavier-de-Viger (détaché de Saint-Épiphane et de Saint-Hubert en 1950[22])
- Saint-Georges-de-Cacouna, municipalité de paroisse (créé sous le nom de Saint-Georges-de-Kakouna, renommé Saint-Georges de Cacouna en 1875; fusionné avec le village de Saint-Georges-de-Cacouna en 2006 pour former la municipalité de Cacouna[23])
- Saint-Georges-de-Cacouna, village (détaché de la municipalité de paroisse de Saint-Georges-de-Kakouna en 1869, renommé Saint-Georges de Cacouna en 1875; fusionné avec la même municipalité de paroisse en 2006 pour former la municipalité de Cacouna[24])
- Saint-Hubert (créé en 1895; renommé Saint-Hubert-de-Rivière-du-Loup en 1997[25])
- Saint-Jean-Baptiste-de-l'Isle-Verte (fusionné à L'Isle-Verte en 2000[26])
- Saint-Jean-de-Dieu (créé en 1865 sous le nom de municipalité du canton de Bégon; renommé Saint-Jean-de-Dieu en 1947[27])
- Saint-Modeste
- Saint-Patrice-de-la-Rivière-du-Loup (fusionné à Rivière-du-Loup en 1998[28])
- Saint-Paul-de-la-Croix
- Trois-Pistoles (détaché de Notre-Dame-des-Neiges-des-Trois-Pistoles en 1916[29])

## Formation
Le comté de Témiscouata comprenait les seigneuries de Rivière-du-Loup, de l'Isle-Verte et de Témiscouata, et les cantons de Whitworth, Viger, Bégon, Denonville, Raudot, Demers, Hocquart, Cabano, Armand, Robitaille, Packington, Robinson, Bostford et Estcourt.